# Erythrina humeana
Erythrina humeana (Dwarf Kaffirboom, Dwarf Coral Tree, Dwarf Erythrina, Natal Coral Tree) là một loài cây cảnh và cây thuốc bản địa của Nam Phi.

## Hình ảnh

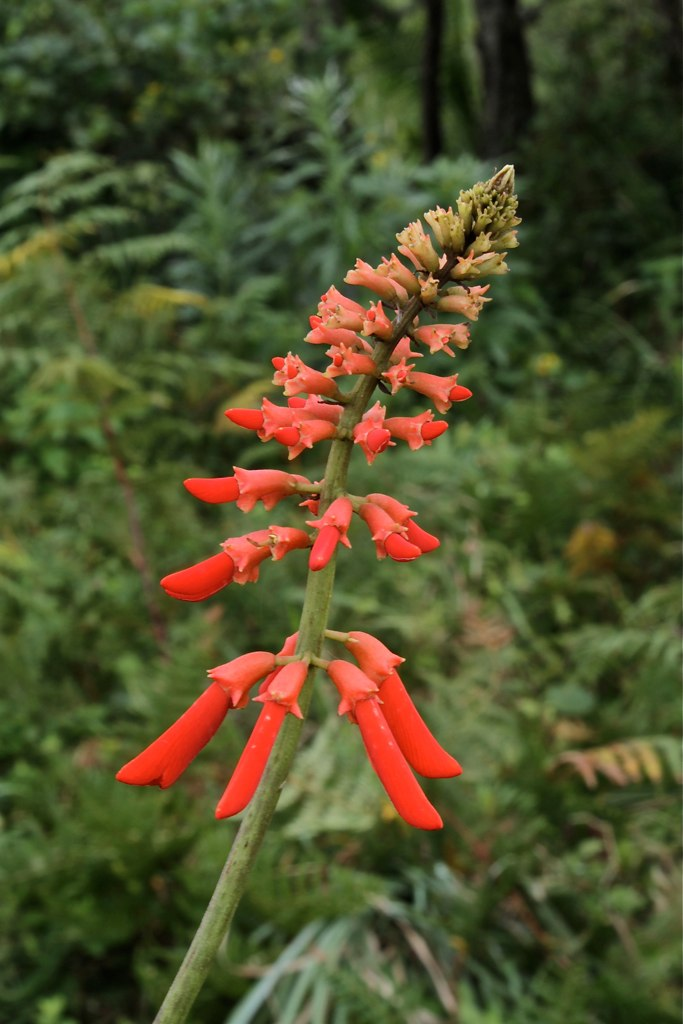
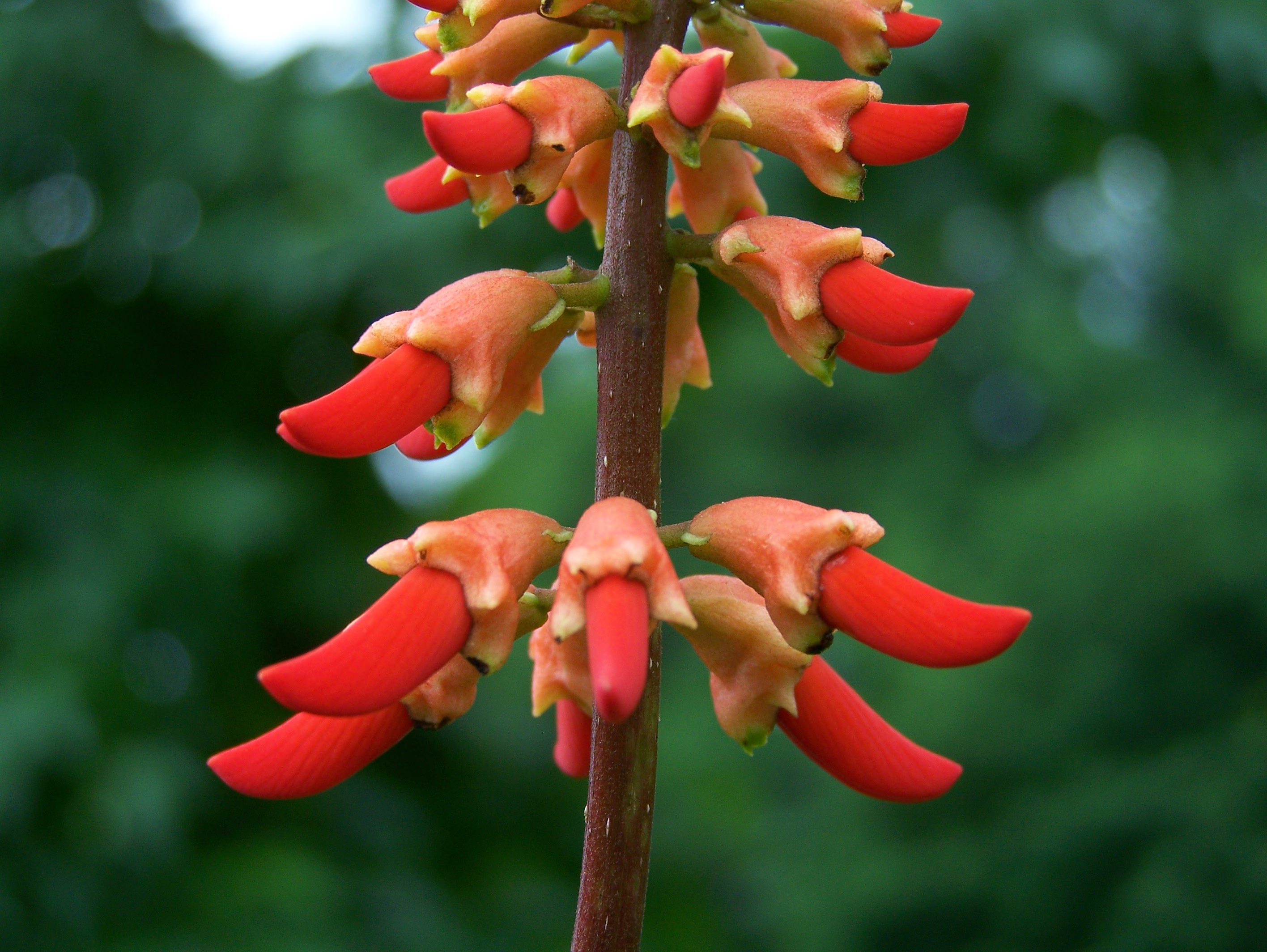
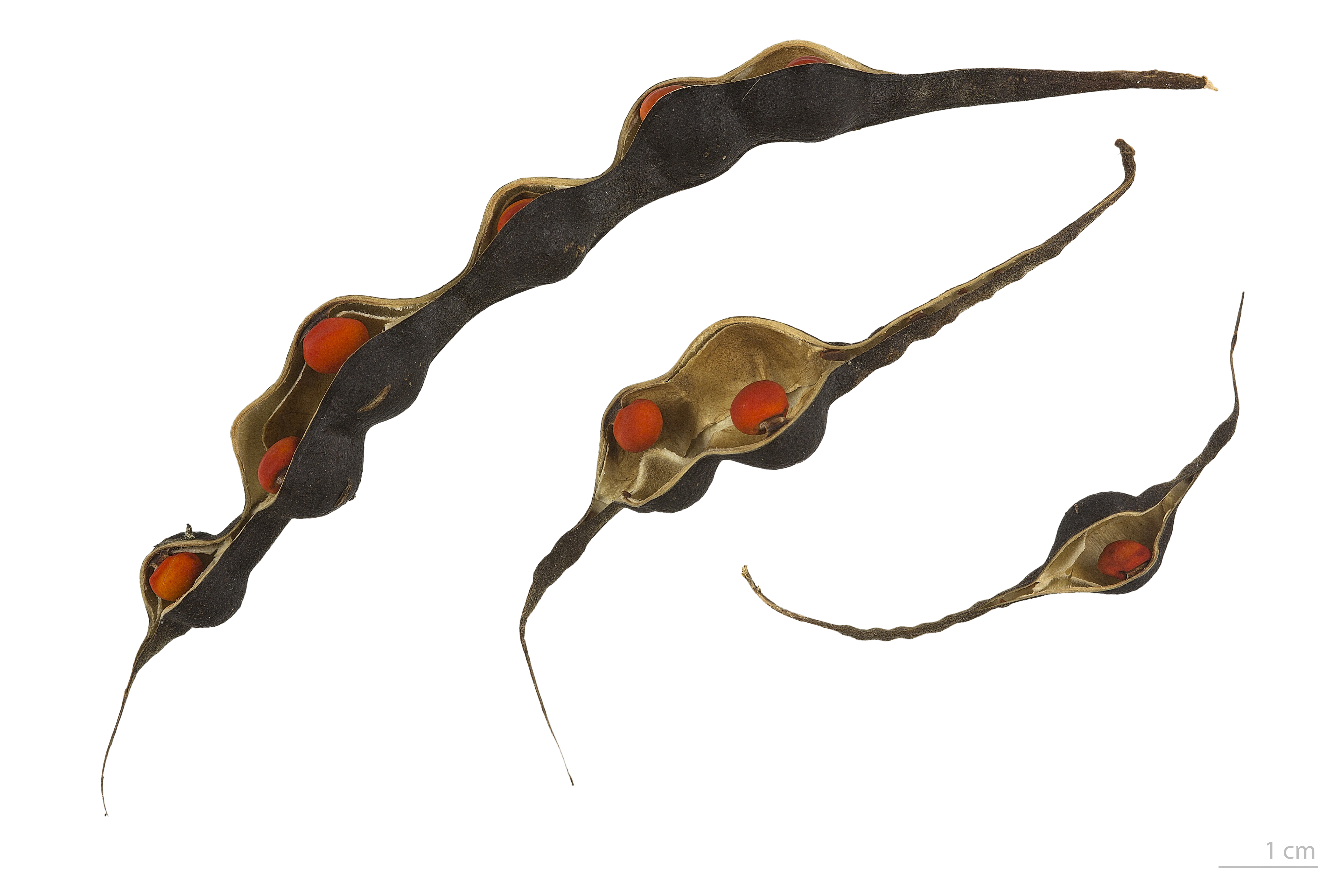
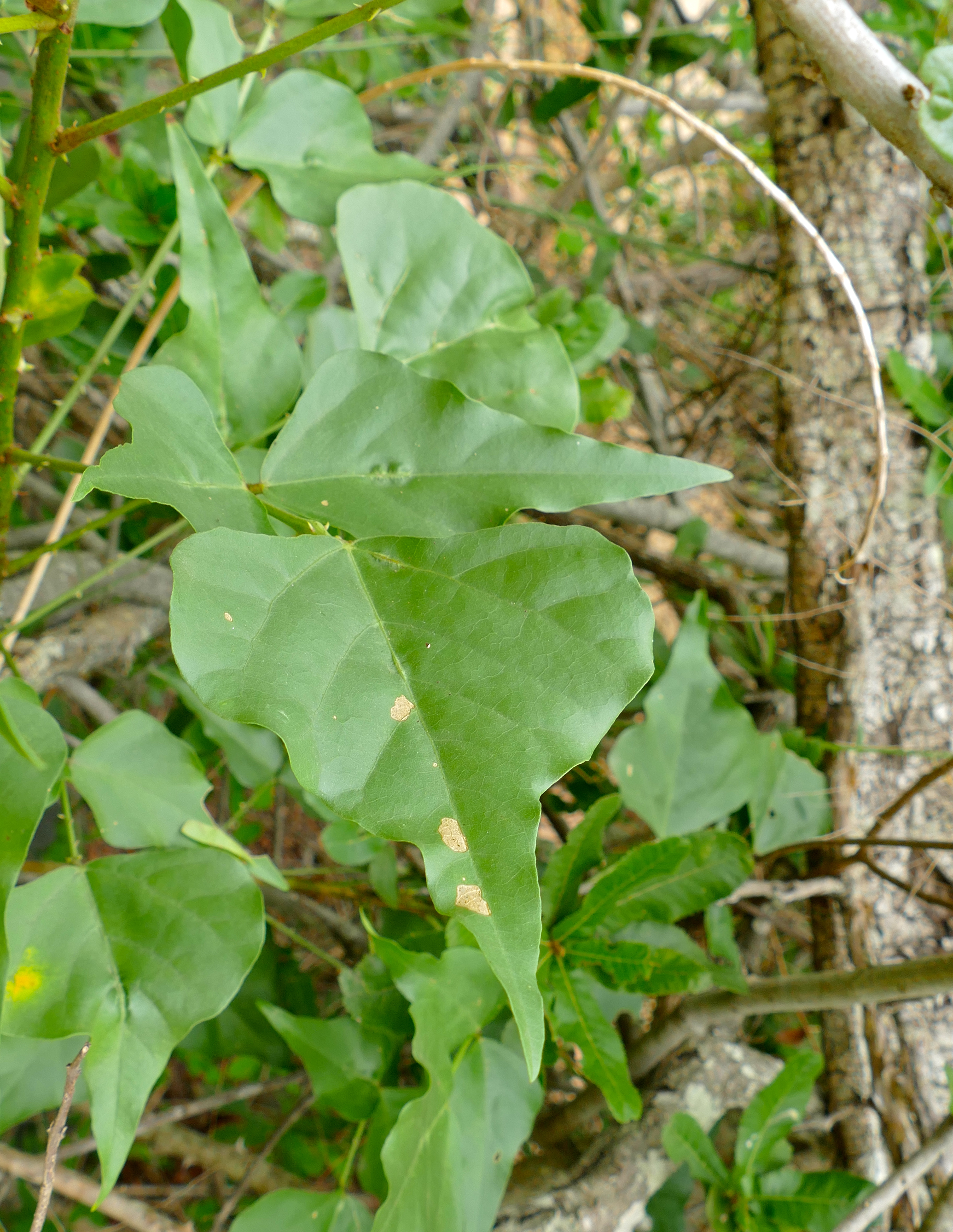